# Lympstone
Lympstone est un village et une paroisse civile du Devon, situé dans l'Angleterre du Sud-Ouest.
C'est la garnison du Commando Training Centre Royal Marines (CTCRM), l'unité de formation des Royal Marines britanniques.